# Harry Toffolo
Harry Stefano Toffolo (19 de agosto de 1995) es un futbolista profesional inglés que juega como defensa en el Charlotte F. C. de la Major League Soccer.

## Carrera

### Norwich City
Toffolo nació en Welwyn Garden City, Hertfordshire, y creció en Watton-at-Stone donde apoyaba al  Chelsea. Fichó por el  Norwich City en 2008 como jugador sub14. Tres años después de unirse all club, Toffolo entró en la Academia en marzo de 2011. Un año más tarde, ganó sus primeras becas con el club.
En 2013, Toffolo jugó para ellos en el 2013 FA Cup Jugenil, cuando Norwich derrotó al Chelsea 4–2 a favor global en la final. Durante el torneo,  puntuó dos veces en el último 16 del FA Cup Juvenil, en un 2–1 ganó sobre el Millwall sub-18 el 31 de enero de 2013. Después de esto, Toffolo firmó su primer contrato profesional con el club.
En la temporada 2014-2015, Toffolo era un  sustituto en la League Cup para Norwich City contra Crawley Town en la Segunda ronda el 26 de agosto de 2014. Y Shrewsbury Town en la Tercera ronda el 23 de septiembre.
Después de su período de préstamo en el Swindon City acabara, Toffolo tuvo su contrato activado después de que Norwich City optara para tomar arriba de su opción de una extensión de contrato para asegurar su estancia para la temporada 2014-2015. Siguiente a esto, una vez confirmado que se quedaría en el club para luchar su puesto de titular. Sería entonces presentado en el club para la pre-temporada en numerosos partidos. El 25 de agosto de 2015,  haría su primer-debut de equipo para Norwich, jugando el lleno 90 minutos, en la League Cup segunda ronda 2–1 victoria fuera a Rotherham United envejeció 20 años y 6 días. Después del partido, su rendimiento estuvo alabado por Director Alex Neil. Pronto después de que, Toffolo firmó un contrato de dos años extensión con el club.
Empezó la temporada 2016–17, apareciendo en un 6–1 ganado sobre Peterborough United  el 30 de agosto de 2016, asistiendo dos veces en la EFL Trophy. Después de su período de préstamo en Scunthorpe United acabado al final de la 2016-17, Toffolo tuvo su contrato activado después de Norwich City optó para tomar su opción de una extensión de contrato para asegurar su estancia para la 2017–18.

### Período de cesión

#### Swindon Town (cesión)
El 20 de octubre de 2014, Toffolo se unió Swindon Town en préstamo por un mes.
Hizo su debut como sustituto para el Swindon Town en el 2-2 en casa a Colchester United y su debut como titular en el 1–0 victorioso en casa a Preston North End el 4 de noviembre de 2014. Toffolo se estableció rápido en el primer equipo del Swindon Town, jugando en el lateral izquierdo. Como resultado, el período de préstamo con Swindon Town estuvo extendida hasta el fin de la temporada.
Después de regresar al primer equipo para un partido contra Walsall como sustituto el 26 de diciembre de 2014, Toffolo recuperó su titularidad en el club, mientras volvía de la lesión para ayudar y lograr los esperados puestos de promoción. Anotó su primera tantode liga en un 3–0 en casa contra Notts County el 7 de marzo de 2015 y proporcionó asistencias Después de quedar fuera por lesión, hizo su regreso en la final de los play-offs en contra Preston North End, donde fue titular en un 4-0. Después de que esto, Toffolo llegó a los 30 partidos jugados, anotando gol al menos una vez en todas las competiciones.
Durante su tiempo en el club, Toffolo se estableció como el jugador favorito de la afición de Swindon y esto resultó que los seguidores de Swindon Town confiarán en decidir financiar su préstamo en enero de 2015. Él también estaba en los titulares por su compromiso con la comunidad local de Swindon y se implicaba en un numerosos acontecimientos benéficos y visitas escolares cada vez que podía y no tenía el compromiso de jugar partidos en el equipo. Es también embajador de la demencia para el Reino Unido porque su abuelo sufrió esta condición.

#### Rotherham United (préstamo)
El 19 de octubre de 2015,  llegó a la Championship en una cesión para el Rotherham United durante un mes.
Hizo su debut en la Championship al día siguiente, el 20 de octubre de 2015 en un partido en casa contra el Reading, partido cuál acabó 1-1. El 23 de noviembre de 2015, su préstamo fue ampliado hasta enero de 2016. Jugó en cada partido desde que llegó al club cedido, estableciéndose en el lateral izquierdo. Aun así, padeció un virus y le mantuvieron fuera de los terrenos de juegos durante un mes antes de regresar a su club de procedencia por el final del préstamo en enero de 2016. Durante el tiempo de su salida a Rotherham, jugó 7 partidos.

#### Peterborough United (préstamo)
El 21 de enero de 2016, Toffolo se unió a laLeague One de parte del Peterborough United en préstamo hasta el final de la temporada.
Toffolo Hizo su debut en el Peterborough United dos días después de firmar con el club, jugando  el partido entero, donde fueron derrotados por Gillingham con un  2–1. Desde que hizo su debut en Peterborough United, Toffolo se proclamó un jugador con una titularidad regular para los próximos cuatro partidos.

#### Scunthorpe United (préstamo)
En el último día del mercado de fichajes, fue cedido al Scunthorpe United para el resto de la temporada. La cesión fue acordada hasta enero.
Toffolo debutó en Scunthorpe United entrando como sustituto tardío, en una victoria por 4–0 contra el Southend United. Desde que hizo su debut, fue titular para los próximos siete partidos como lateral izquierdo. Toffolo regresó al primer equipo el 17 de diciembre de 2016, en un 3–0 ganado sobre Millwall.
Después de perder fuera un juego, Toffolo puntuado en su regreso al primer equipo, en un 3@–2 gana encima Bury el 7 de enero de 2017. Su handful de primeros aspectos de equipo dirigen el club entusiasta encima extendiendo su #período de préstamo hasta el fin de la estación; cuál estuvo confirmado el 8 de enero de 2017. Aun así, sea entonces enviado@–fuera para un segundo bookable ofensa, en un 1@–1 sorteo contra Sheffield United  el 18 de febrero de 2017. Después de perder fuera tres partidos, Toffolo entonces puntuados otra vez el 11 de marzo de 2017, en un 3@–2 pérdida contra Gillingham. Hacia el fin del 2016@–17 estación, Toffolo pronto perdió su primer sitio de equipo después de Townsend dirigió recuperar su primer sitio de equipo en el izquierdo@–posición posterior. Al final del 2016@–17 estación, Toffolo fue en para hacer 22 aspectos y puntuando dos tiempo en todas las  competiciones.

#### Doncaster Rovers (Préstamo)
A pesar de sufrir por una tensión muscular en Norwich City durante la pre-temporada, Toffolo fichó por Doncaster Rovers de la League One en un préstamo desde el 31 de agosto de 2017 hasta el 3 de enero de 2018.
Toffolo Hizo su primera aparición en una derrota por 1–0 contra el Northampton Town, siendo sustituido en el descanso por James Coppinger cuando Doncaster había perdido y cambiando la formación. Aun así,  empiece fuera en el banco de sustituto, debido a preocupaciones de forma física así como, competición de Danny Andrew y Craig Alcock para el izquierdo@–posición posterior. Pronto después, se establezca en el empezando once. Entonces tenga un handful de primeros aspectos de equipo.

### Millwall
El 29 de enero de 2018, Toffolo firmó para club de la Championship, Millwall en un trato hasta el fin de la temporada. Esté liberado por Millwall al final de la temporada 2017–18  sin jugar ni un partido.

### Lincoln City
El 12 de junio de 2018, Toffolo fichó por el Lincoln City de la League Two por una cesión de un año. Jugó todos los partidos del Lincoln en la temporada y ganó un lugar en el PFA League Two equipo del año.

### Huddersfield Ciudad
El 17 de enero de 2020, Toffolo firmó un contrato de dos años y medio con Huddersfield City por un coste sin revelar. Hizo su debut un día próximo al fichaje en el que empataría contra el Brentford con un 0–0. Harry se convirtió rápidamente en el jugador favorito de la afición y empezó la temporada 2020-21 magníficamente anotando en una victoria fuera de casa contra el Swansea City y su segundo gol en liga fue en la victoria en casa contra QPR el 5 de diciembre.

## Carrera internacional
Nacido en Welwyn Garden City, Inglaterra, Toffolo es elegible para jugar en la selección inglesa y en la selección italiana a través de la familia de su padre.
A finales de febrero de 2013, Toffolo fue convocado por Inglaterra U18 por primera vez. Hizo su debut como titular en un partido amistoso contra Bélgica U18 el 15 de marzo de 2013 a la edad de 17 años, 6 meses y 14 días, en el que perdieron 1–0. Esto resulta ser su único partido para Inglaterra U18.
A mediados de  2013, Toffolo fue convocado por Inglaterra U19 por primera vez. El 5 de septiembre de 2013,  hizo su debut  en un amistoso contra Estonia U19, donde ganaron  6-1. Más tarde jugó un partido clasificatorio de un torneo de la UEFA en Eslovenia, jugando en los partidos contra Eslovenia U19 y Suiza U19, cuando los partidos acabaron, Inglaterra era líder de grupo de grupo.
En marzo de 2015, Toffolo fue llamado por laselección inglesa U20 equipo por primera vez. Su debut en U20 era en un amistoso contra Estados Unidos el 29 de marzo de 2015, en el estadio Home Park, Inglaterra ganó eses partido por un 2-1. Harry fue seleccionado para jugar en la Mercedes-Benz Cup en octubre de 2015. Jugó los 90 minutos de la victoria por 3–1 contra los Países Bajos y en el partido contra Turquía salió desde el banquillo en el minuto 63, en el cual asistió el gol que les daría la victoria por un 2–1. En la final jugó el partido completo saliendo desde el once inicial. Inglaterra acabó quedando subcampeón en el torneo perdiendo la final por 1-0 contra el anfitrión, Alemania.

## Vida personal
En agosto de 2016, su novia Annie Bell dio nacimiento al primer niño de la pareja, que se llamaría  Luca Stefano.
Toffolo habló sobre su posición, citando: "me encanta subir al ataque,  dijo. " Soy generalmente un lateral izquierdo pero me gusta subir mucho y abandono la defensa por la banda izquierda me conviene también. Tienes que volver y hacer tú trabajo allí pero me encanta conseguir subir al ataque  y haciendo tanto como yo pueda."

## Estadística de carrera
Actualizado por última vez 20 de junio de 2020
| Club                         | Temporada     | Liga           | Liga     | Liga  | FA Cup   | FA Cup | League Cup | League Cup | Otros    | Otros | Total    | Total |
| Club                         | Temporada     | División       | Partidos | Goles | Partidos | Goles  | Partidos   | Goles      | Partidos | Goles | Partidos | Goles |
| ---------------------------- | ------------- | -------------- | -------- | ----- | -------- | ------ | ---------- | ---------- | -------- | ----- | -------- | ----- |
| Norwich City                 | 2014–15       | Championship   | 0        | 0     | —        | —      | 0          | 0          | 0        | 0     | 0        | 0     |
| Norwich City                 | 2015–16       | Premier League | 0        | 0     | 0        | 0      | 1          | 0          | —        | —     | 1        | 0     |
| Norwich City                 | 2016–17       | Championship   | 0        | 0     | 0        | 0      | 1          | 0          | 1        | 0     | 2        | 0     |
| Norwich City                 | 2017–18       | Championship   | 0        | 0     | 0        | 0      | 0          | 0          | 0        | 0     | 0        | 0     |
| Norwich City                 | Total         | Total          | 0        | 0     | 0        | 0      | 2          | 0          | 1        | 0     | 3        | 0     |
| Swindon Town (cesión)        | 2014–15       | League One     | 28       | 1     | 1        | 0      | —          | —          | 1        | 0     | 30       | 1     |
| Rotherham United (cesión)    | 2015–16       | Championship   | 7        | 0     | —        | —      | —          | —          | —        | —     | 7        | 0     |
| Peterborough United (cesión) | 2015–16       | League One     | 7        | 0     | —        | —      | —          | —          | —        | —     | 7        | 0     |
| Scunthorpe United (cesión)   | 2016–17       | League One     | 22       | 2     | 0        | 0      | —          | —          | 0        | 0     | 22       | 2     |
| Doncaster Rovers (cesión)    | 2017–18       | League One     | 13       | 0     | 2        | 0      | 0          | 0          | 2        | 0     | 17       | 0     |
| Millwall                     | 2017–18       | Championship   | 0        | 0     | 0        | 0      | 0          | 0          | 0        | 0     | 0        | 0     |
| Lincoln City                 | 2018–19       | League Two     | 46       | 3     | 3        | 0      | 1          | 0          | 2        | 0     | 52       | 3     |
| Lincoln City                 | 2019–20       | League One     | 26       | 1     | 2        | 0      | 2          | 0          | 3        | 0     | 33       | 1     |
| Lincoln City                 | Total         | Total          | 72       | 4     | 5        | 0      | 3          | 0          | 5        | 0     | 85       | 4     |
| Huddersfield Town            | 2019–20       | Championship   | 11       | 1     | —        | —      | —          | —          | —        | —     | 11       | 1     |
| Total carrera                | Total carrera | Total carrera  | 160      | 8     | 8        | 0      | 5          | 0          | 9        | 0     | 182      | 8     |

## Palmarés
Lincoln City
- EFL League Two: 2018-19[85]

Individual
- PFA Equipo del Año: 2018-19 League Two[86]